# Сайто Макото
Сайто Макото (яп. 斎藤 実, さいとう まこと; 27 жовтня 1858, Мідзусава, провінція Муцу — 26 лютого 1936, Токіо) — адмірал Імперського флоту Японії, генерал-губернатор Кореї з 1919 по 1927 та з 1929 по 1931 роки, 30-й прем'єр-міністр Японії.

## Біографія

### Ранні роки
Сайто Макото народився в місті Мідзусава провінції Муцу (зараз Осю, префектура Івате) у родині самурая. У 1879 році закінчив 6 класів Японської імперської морської академії. По успішності був третім з 17-ти учнів.

### Військова кар'єра
У 1884 році був посланий до США на чотирирічне стажування. Після повернення до Японії у 1888 році поступив на службу при Генеральному штабі флоту Японії.
Після того, як отримав звання старшого лейтенанта 20 грудня 1893 року, служив старшим помічником командира на крейсері «Ідзумі» і лінкорі «Фудзі».
Під час японо-китайської війни Сайто Макото був капітаном крейсерів «Акіцусіма» і «Іцукусіма». 10 листопада 1898 року став заступником міністра флоту. 20 травня 1900 року отримав звання контр-адмірала.

### Політична кар'єра
Сайто знову став заступником міністра флоту на початку російсько-японської війни. 6 червня 1904 року отримав звання віце-адмірала. Після закінчення війни протягом 6 років служив міністром флоту (з 1906 по 1912 роки). Основним завданням Сайто стало збільшення флоту.
21 вересня 1907 року Сайто Макото отримав титул барона. 16 жовтня 1912 року отримав звання адмірала. Однак 16 квітня 1914 року, після скандалу Сіменс, був змушений піти у відставку і залишити флот.
У 1919 році прем'єр-міністр Хара Такасі призначив Сайто третім генерал-губернатором Кореї. На цій посаді він залишався до 1927 року. Сайто здійснив низку заходів, щоб пом'якшити політику Японії щодо Кореї. При ньому був відкритий Імператорський університет Кейдзі (сучасний Сеульський національний університет), почали видаватися газети «Тона ільбо» і «Чосон ільбо» — одні з найбільших газет сучасної Південної Кореї. Ввів обмежене місцеве самоврядування. Пізніше, у 1929 році, він був призначений генерал-губернатором вдруге. 29 квітня 1925 року він отримав титул віконта.
У 1927 році Сайто був членом японської делегації на Женевській конференції з питань флоту. Тоді ж він став членом Таємної ради.

### На посаді Прем'єр-міністра

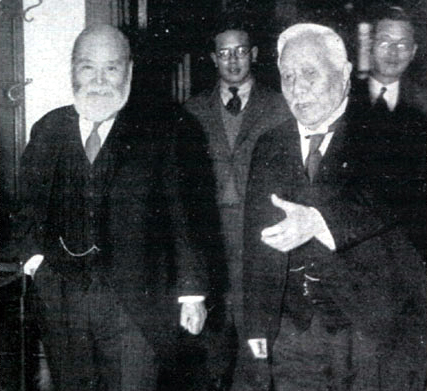
Сайто Макото та Такахасі Корекійо (20 лютого 1936 року)

Після вбивства прем'єр-міністра Інукаї Цуесі 15 травня 1932 року фанатиками з числа моряків, які вважали, що Інукаї схильний до переговорів з ворогом (Інцидент 15 травня), князь Сай'ондзі Кіммоті, останній з Ґенро, вирішив покласти край пануванню військових в уряді. Як компроміс на пост прем'єр-міністра був призначений Сайто. Садао Аракі залишився міністром оборони і негайно почав вимагати відставки уряду Сайто. Під час правління Сайто, Японія визнала незалежність Маньчжурії і вийшла з Ліги Націй.
Термін перебування Сайто на посаді прем'єр-міністра став одним із найдовших у міжвоєнний період. 8 липня 1934 року кабінет Сайто пішов у відставку у зв'язку з корупційним скандалом. Новим прем'єр-міністром став Кейсуке Окада.
Сайто залишився впливовим політиком: 26 грудня 1935 року він став міністром-хранителем печатки Японії.
У ході Інциденту 26 лютого був убитий в своєму будинку у Токіо.
Посмертно нагороджений орденом Хризантеми.